# Каталог Ас-Суфи

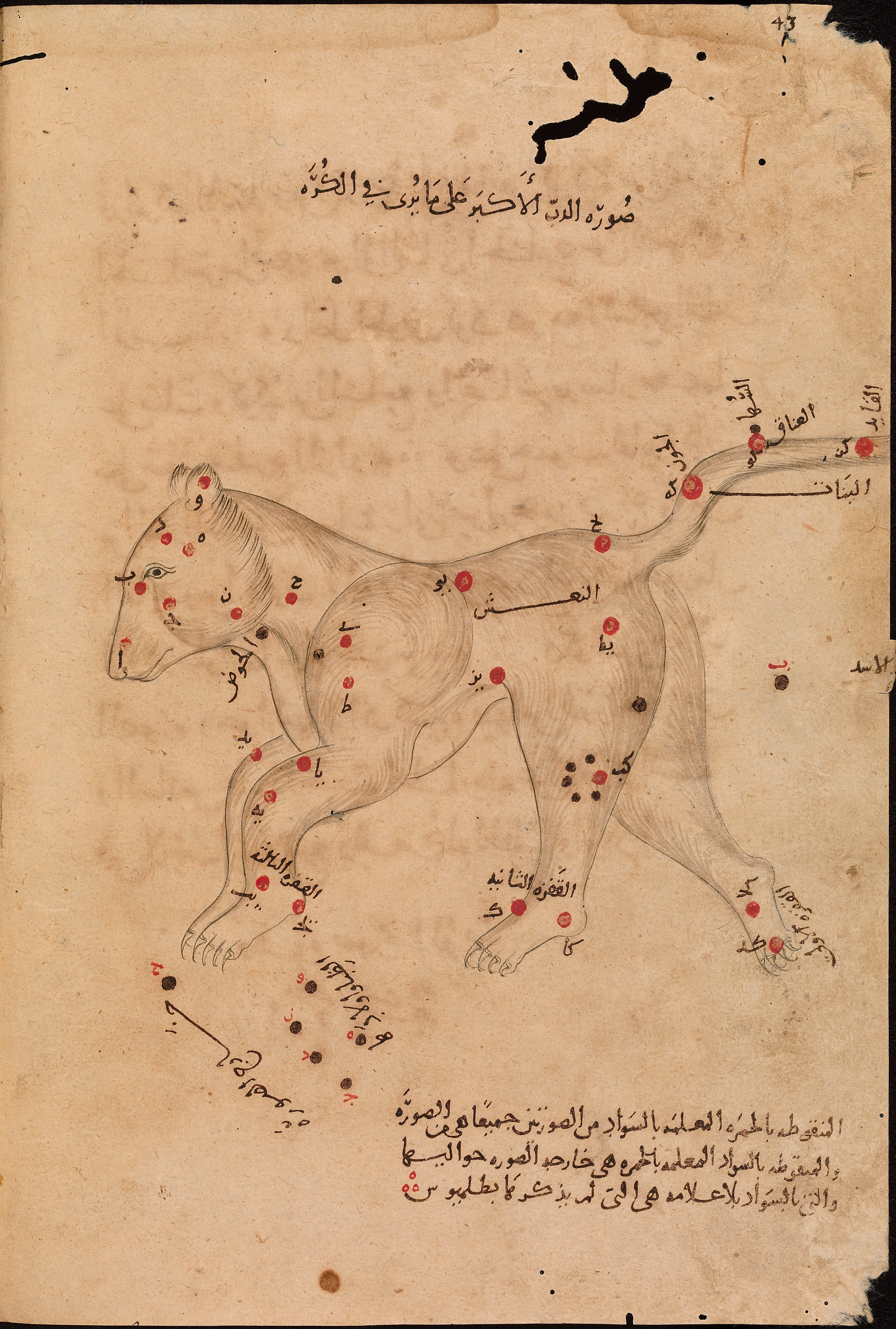
Большая Медведица. Знакомые семь звёзд «Большого Ковша», записанные Птолемеем, видны на крупе и хвосте, но важно, что они представляют собой зеркальное отражение того, что мы видим на самом деле, потому что ас-Суфи предоставил два изображения каждого созвездия, одно из которых мы видим в ночном небе и одно, как видно здесь, на небесном глобусе. Изображение взято с копии из Бодлианской библиотеки, самой старой сохранившейся копии.

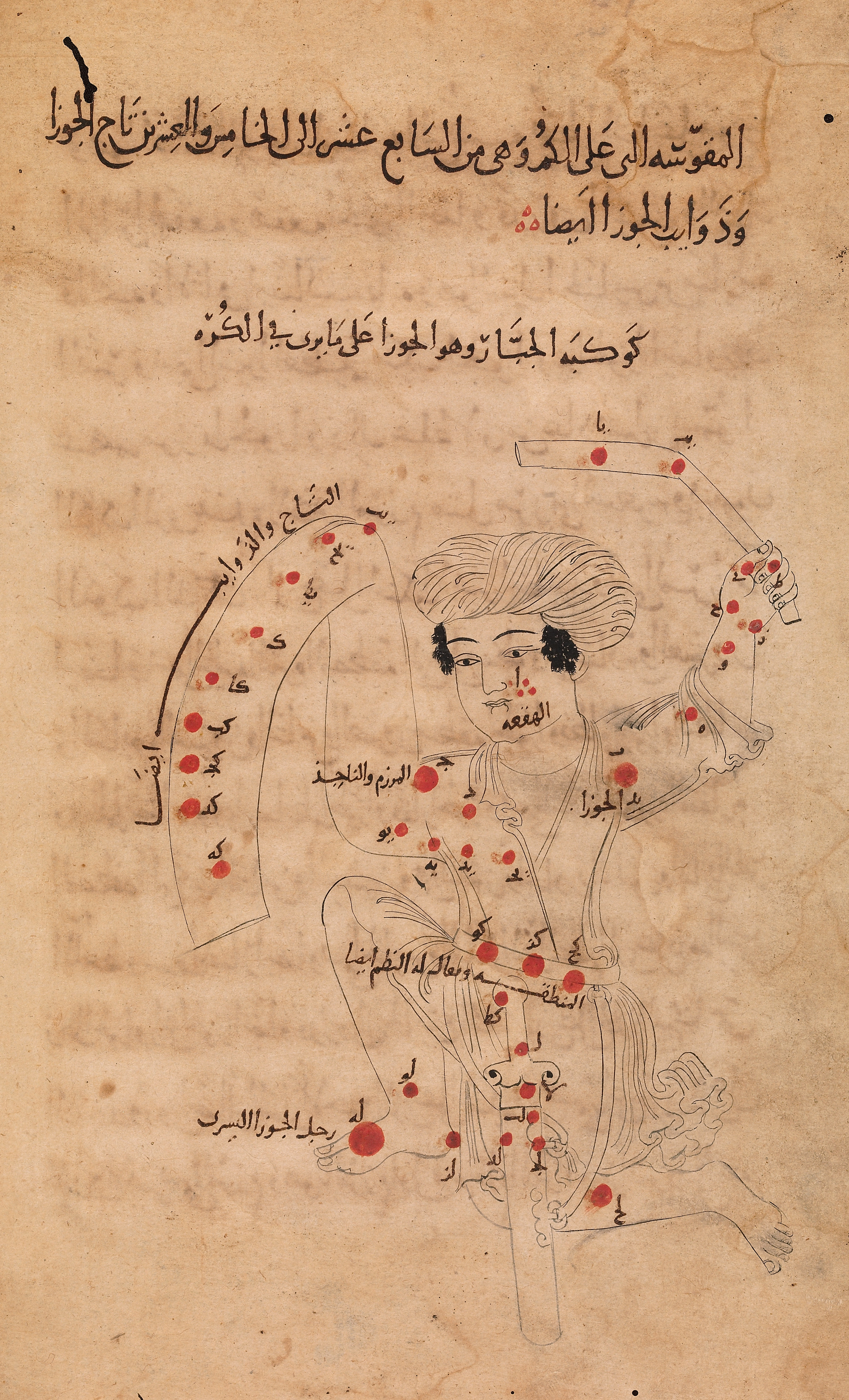
Орион, также в зеркальном отображении

Каталог ас-Суфи (араб. كتاب صور الكواكب kitāb suwar al-kawākib‎, дословно — «Книга форм звёзд») — астрономический текст, написанный персидским астрономом и математиком Абдуррахманом ас-Суфи (Азофи) около 964 года. После переводческого движения в IX веке нашей эры книга была написана на арабском языке, общем языке учёных на обширных исламских территориях, хотя сам автор был персом. Это была попытка синтеза всеобъемлющего звёздного каталога «Альмагеста» Птолемея (книги VII и VIII) с местными арабскими астрономическими традициями по созвездиям (в частности, арабской системой созвездий Анва). Оригинальная рукопись книги не сохранилась, однако важность традиции и практика усердия, центральная для исламской рукописной традиции, обеспечили выживание Книги Звёзд в более поздних копиях.

## Исторический контекст
Трактат был написан в персидском городе Шираз для покровителя и буидского эмира Адуда ад-Даула. Хотя ас-Суфи рассчитал верную долготу только для 964 года, эта работа оставалась очень влиятельной, функционируя как стандартный текст по арабской астрономии, с которым можно консультироваться на всех исламских территориях и добросовестно копировать в течение многих столетий после его создания. Поскольку расчёты были верны только для одного 964 года, Книга Неподвижных Звёзд предназначалась для более широкой образовательной цели, а не для изучения математических тонкостей астрономии.
«Книга неподвижных звёзд» отражает проблемы исламских учёных конца IX—XI веков, когда после перевода эллинистических текстов с греческого на арабский «исламские астрономы и астрологи сосредоточились на анализе, критике и совершенствовании геометрических моделей Птолемея». Средневековые исламские астрономы также использовали санскритские и среднеперсидские источники, чтобы изучить «методы расчёта положения небесных тел и создания таблиц, записывающих движение Солнца, Луны и пяти известных планет». В контексте этого перехода к наблюдательной и теоретической астрономии, вызванного переводческим движением — а сам ас-Суфи был астрономом-наблюдателем — Книга Неподвижных Звёзд представляет собой важную организацию и пересмотр классических знаний античности (первый в своём роде), а также некоторый из самых ранних сохранившихся примеров визуальной документации небесных тел, наблюдаемых невооружённым глазом.
Интерес к каталогизации звёзд также проистекает из природы поклонения в исламе. Религия требует от своих последователи умения найти Мекку, чтобы молиться в правильном направлении, а также уметь определять правильное время для молитвы. Помимо ежедневных требований, во время праздника Рамадан они также должны знать моменты восхода и захода солнца для поста, а также положение луны в начале каждого месяца.
«Книга неподвижных звёзд» также следует тенденции увеличения создания иллюстрированных рукописей, поскольку это один из старейших сохранившихся трактатов такого рода. Нельзя сказать, что этот текст был первой когда-либо созданной иллюстрированной рукописью, поскольку было найдено и изучено множество иллюстрированных фрагментов, в первую очередь фрагменты из Фустата. Фрагменты из Фустата представляют собой иллюстрированные обрывки пергамента, найденные во время раскопок в Фустате, или Старом Каире. Эти фрагменты стилистически можно отнести к периоду Фатимидов (969—1171 гг.), следовательно, датируя существование астрономических иллюстраций задолго до создания «Книги неподвижных звёзд». Увеличение количества иллюстрированных рукописей также связано с появлением бумаги в исламском мире в X веке. Возросшая доступность бумаги, которая была намного дешевле пергамента, стимулировала производство книг в исламском мире.

## Содержание
Книга была тщательно иллюстрирована, наряду с наблюдениями и описаниями звёзд, их положения (скопировано из «Альмагеста» Птолемея с увеличением долготы на 12° 42' для учёта прецессии), их величин (яркости) и цвета. Примечательно, что ас-Суфи усовершенствовал систему Птолемея для измерения яркости звезд. Вместо двух категорий яркости («более яркая» и «менее яркая») ас-Суфи использовал три: Агаре («меньше»), Акбаре («больше») и А’Заме («гораздо больше»). Ихсан Хафез насчитал в трудах ас-Суфи 132 звезды, не упомянутые Птолемеем.
Результаты ас-Суфи, как и в «Альмагесте» Птолемея, были изложены созвездие за созвездием. Для каждого созвездия он предоставил два рисунка: один снаружи звёздного глобуса, другой изнутри. Аргументация ас-Суфи заключалась в том, что «смотрящий мог бы запутаться, если бы он увидел фигуру на шаре, отличную от той, которую он видит в небе», демонстрируя использование книги в качестве учебного пособия. Персис Беркеламп утверждает, что каждое парное созвездие было нарисовано немного по-разному, чтобы побудить студентов внимательно изучить рукопись.
| Созвездия Северного полушария | Зодиак   | Созвездия Южного полушария |
| ----------------------------- | -------- | -------------------------- |
| Малая Медведица               | Овен     | Кит                        |
| Большая Медведица             | Телец    | Орион                      |
| Дракон                        | Близнецы | Эридан                     |
| Цефей                         | Рак      | Заяц                       |
| Волопас                       | Лев      | Большой Пёс                |
| Северная Корона               | Дева     | Малый Пёс                  |
| Геркулес                      | Весы     | Корабль Арго               |
| Лира                          | Скорпион | Гидра                      |
| Лебедь                        | Стрелец  | Чаша                       |
| Кассиопея                     | Козерог  | Ворон                      |
| Персей                        | Водолей  | Кентавр                    |
| Возничий                      | Рыбы     | Заяц                       |
| Змееносец и Змея              |          | Жертвенник                 |
| Стрела                        |          | Южная Корона               |
| Орёл                          |          | Южная Рыба                 |
| Дельфин                       |          |                            |
| Пегас                         |          |                            |
| Малый Конь                    |          |                            |
| Андромеда                     |          |                            |
| Треугольник                   |          |                            |

## Структура

### Вступление
Во вступлении ас-Суфи посвящает работу своему покровителю Адуду ад-Дауле и описывает источники, которые он использовал при написании книги. Эти источники, включая ряд трактатов и предметов, которые сейчас утеряны, служат важными индикаторами и записями производства знаний (ильм) в то время. Например, во введении перечислены имена трёх авторов (Ибн Кунаса, Ибн аль-Араби, Абу Ханифа ад-Динавари) и их трактаты, касающиеся доисламских бедуинских традиций, которые ныне утеряны.

### Главы
Книга Неподвижных Звёзд придерживается 48 созвездий Птолемея, описанными в Альмагесте, с главой, посвящённой каждому отдельному созвездию. Каждая глава разделена на 4 подраздела.

#### Птолемеевские созвездия
Каждая глава начинается с описания указанного созвездия и звёзд, составляющих каждую группу, тем самым отходя от Альмагеста и его стремления описать иконографическое происхождение контура каждого созвездия в греческой мифологии. Здесь ас-Суфи часто критикует Птолемея за то, что тот, по-видимому, отдаёт предпочтение контуру созвездия над реальными звёздами в группе созвездий, при этом некоторые звёзды упускаются из виду. Внося эти изменения, ас-Суфи смог определить границы звёздной группы каждого созвездия.

#### Традиционные арабские созвездия
Ас-Суфи продолжает своё описание указанного созвездия с точки зрения доисламских бедуинских созвездий и звёздных групп, отмечая их положение и расстояние до звёзд созвездия Птолемея.

#### Иллюстрации
В этом разделе ас-Суфи представляет два разных вида/иллюстрации указанных созвездий Птолемея: созвездие, наблюдаемое в небе с земли, и созвездие, наблюдаемое извне земного шара. Последняя точка зрения может быть объяснена рассказами о процессе рисования ас-Суфи, в ходе которого автор аккуратно помещал тонкий лист бумаги поверх небесного глобуса, а затем напрямую копировал очертания созвездий и положения звёзд с гравюр. Включение этого изображения каждого созвездия на глобусе также предполагает, что «Книги неподвижных звёзд» предназначались для использования владельцами небесных глобусов, и многие сохранившиеся глобусы XIII и XIV веков содержат утверждения, подтверждающие, что трактат является влиятельным источником.
Хотя ас-Суфи во введении называет несколько источников, которые способствовали созданию иллюстраций к книге, ни один из этих трактатов или звёздных глобусов не сохранился. Эти иллюстрации представляют собой ещё одно важное отличие от «Альмагеста», в котором нет никаких иллюстраций.

#### Звёздный каталог
Книга включает в себя полный каталог отдельных звёзд, изменённый и расширенный по сравнению с каталогом Альмагеста, а также пересмотренные значения звёздных величин.

## Влияние
Работа оказала большое влияние и сохранилась в многочисленных рукописях и переводах. Самая старая рукопись, хранящаяся в Бодлианской библиотеке, датируется 1009 годом и предположительно является работой сына автора, хотя это оспаривается. В Британской библиотеке есть копия XIII века (Or. 5323).
У ас-Суфи есть самые ранние известные описания и иллюстрации того, что он назвал «маленьким облаком», которое на самом деле является Галактикой Андромеды. Он упоминает, что оно лежит перед устьем Большой Рыбы, арабского созвездия. Это «облако», по-видимому, было широко известно астрономам Исфахана, весьма вероятно, до 905 года, и ас-Суфи приписывает им в тексте его открытие. Это была первая наблюдаемая галактика, отличная от звёздного скопления.
Утверждается, что первое письменное упоминание о Большом Магеллановом Облаке было дано в Книге Неподвижных Звёзд, но, похоже, это неправильное понимание упоминания о некоторых звёздах к югу от Канопуса, которых, как он признаёт, он не видел.
Вероятно, ас-Суфи также внёс в каталог звёздное скопление Омикрон Парусов как «туманную звезду» и дополнительный «туманный объект» в Лисичке, ныне известное как Скопление Ас-Суфи.
Книга была переведена на французский язык Гансом Шьеллерупом в 1874 году и частично на английский язык Ихсаном Хафезом.

## Издания
- Текст и французский перевод вступления Суфи, сделанный Ж. Ж. А. Коссеном де Персевалем в Notices et extraits des manuscrits XII, Париж, 1831, pp. 236f.
- H.C.F.C. Schjellerup, Description des étoiles fixes par Abd-al-Rahman al-Sûfi, Санкт-Петербург, 1874. Полный французский перевод двух поздних рукописей с избранными частями на арабском языке.
- Ketāb ṣowar al-kawākeb al-ṯābeta, отредактировано из пяти рукописей и сопровождается Orǰūza Ибн ас-Суфи, Хайдарабад, Индия, 1954 (Введение H. J. J. Winter).
- Факсимильное издание персидского перевода Насира ад-дина Туси (Ayasofya 2595, автограф, из библиотеки Улугбека), Тегеран, 1348 Š./1969.
- Критическое издание перевода Туси Сайеда Моезз-ад-дина Махдави, Тегеран, 1351 Š./1972.
- Звёздная номенклатура кастильской версии и итальянского перевода, сделанного с кастильского языка, была критически отредактирована O. J. Tallgren, "Los nombres árabes de las estrelas y la transcripción alfonsina", в Homenaje a R. Menéndez Pidal II, Мадрид, 1925, с 'Correcciones y adiciones' в Revista de filología española 12, 1925, pp. 52f.
- Итальянский перевод под редакцией П. Кнехта, I libri astronomici di Alfonso X in una versione fiorentina del trecento, Сарагоса, 1965.
- Частичный английский перевод; Hafez, Ihsan (2010) Abd al-Rahman al-Sufi and his book of the fixed stars: a journey of re-discovery. Докторская диссертация, Университет Джеймса Кука[32].

## Галерея

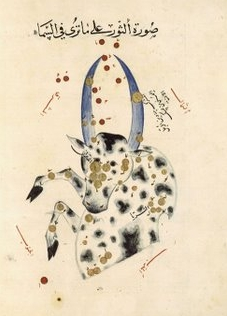
Созвездие Телец
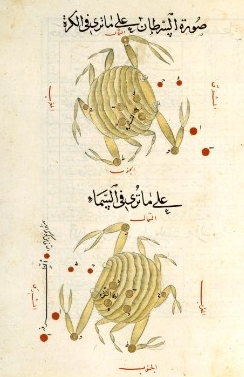
Созвездие Рак
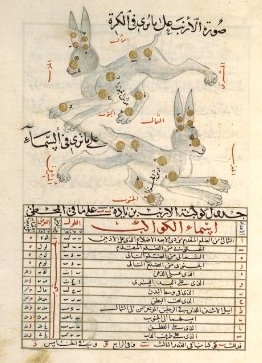
Созвездие Заяц
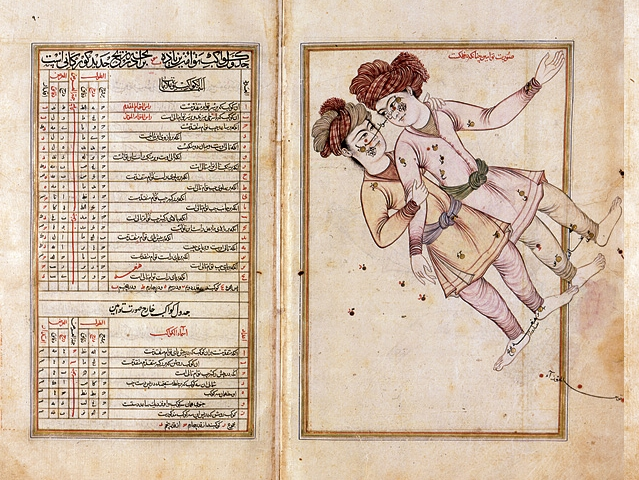
Созвездие Близнецы
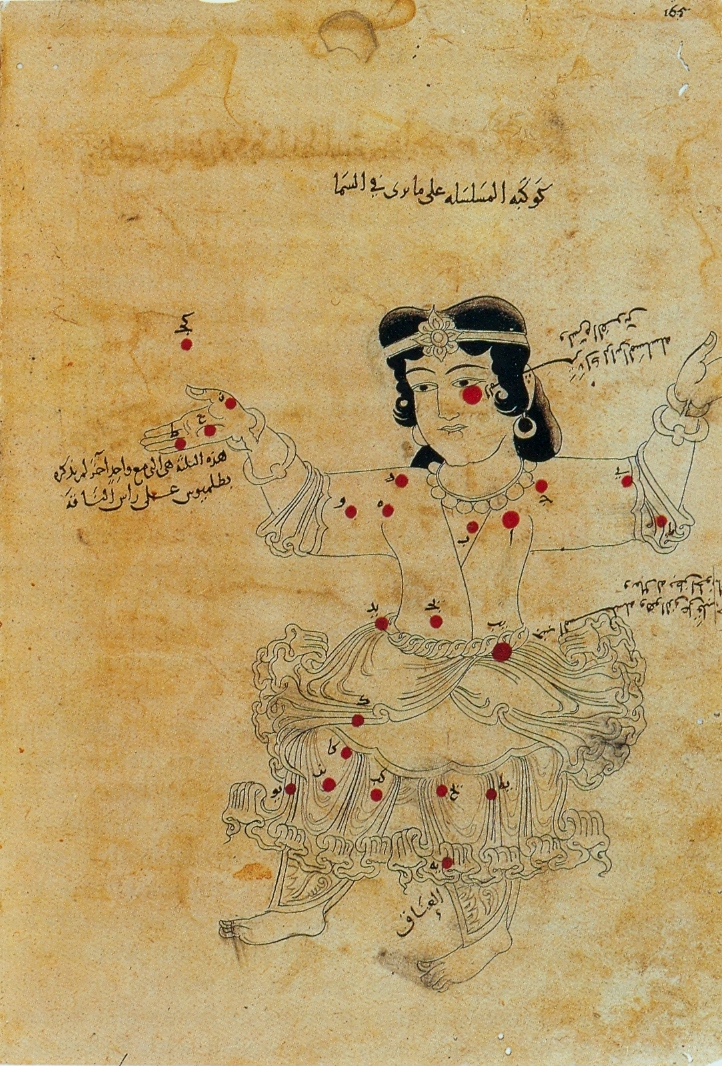
Созвездие Андромеда
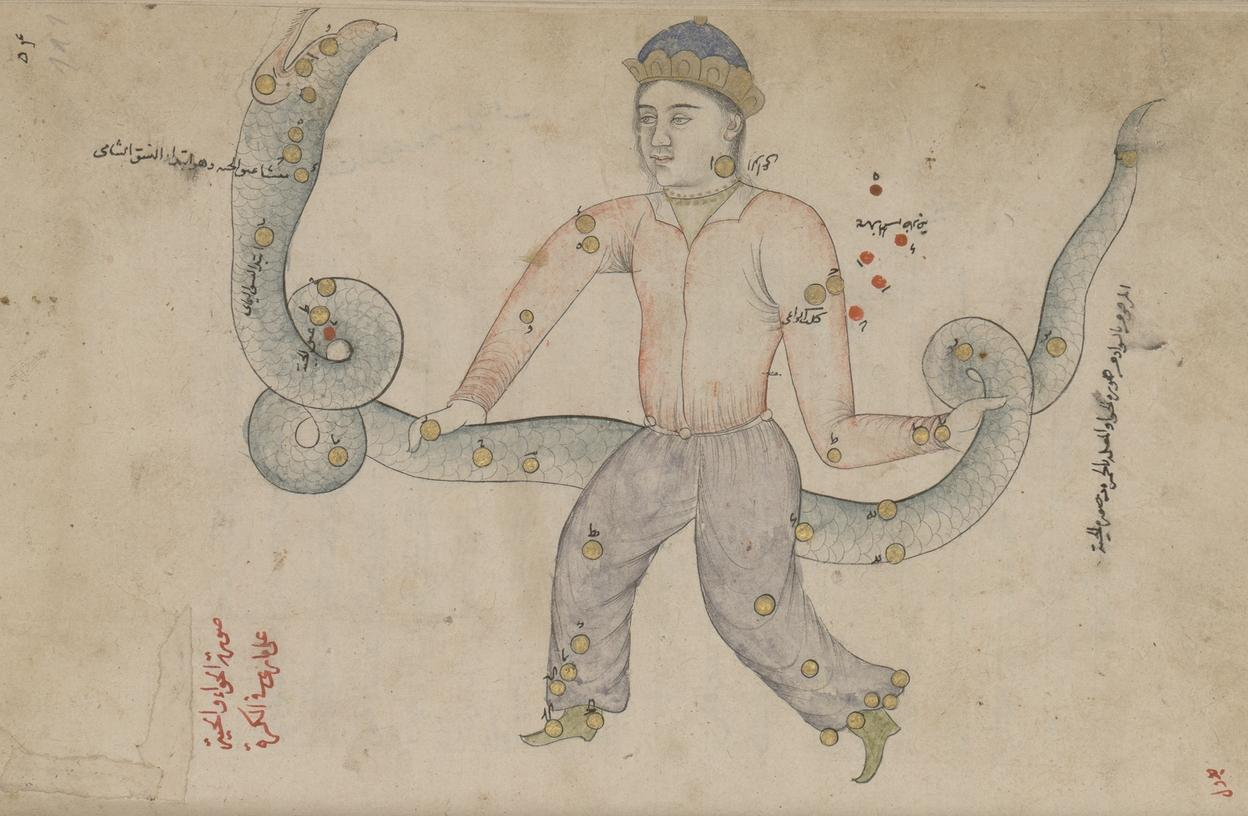
Созвездие Змееносец